# Кріосфінкс

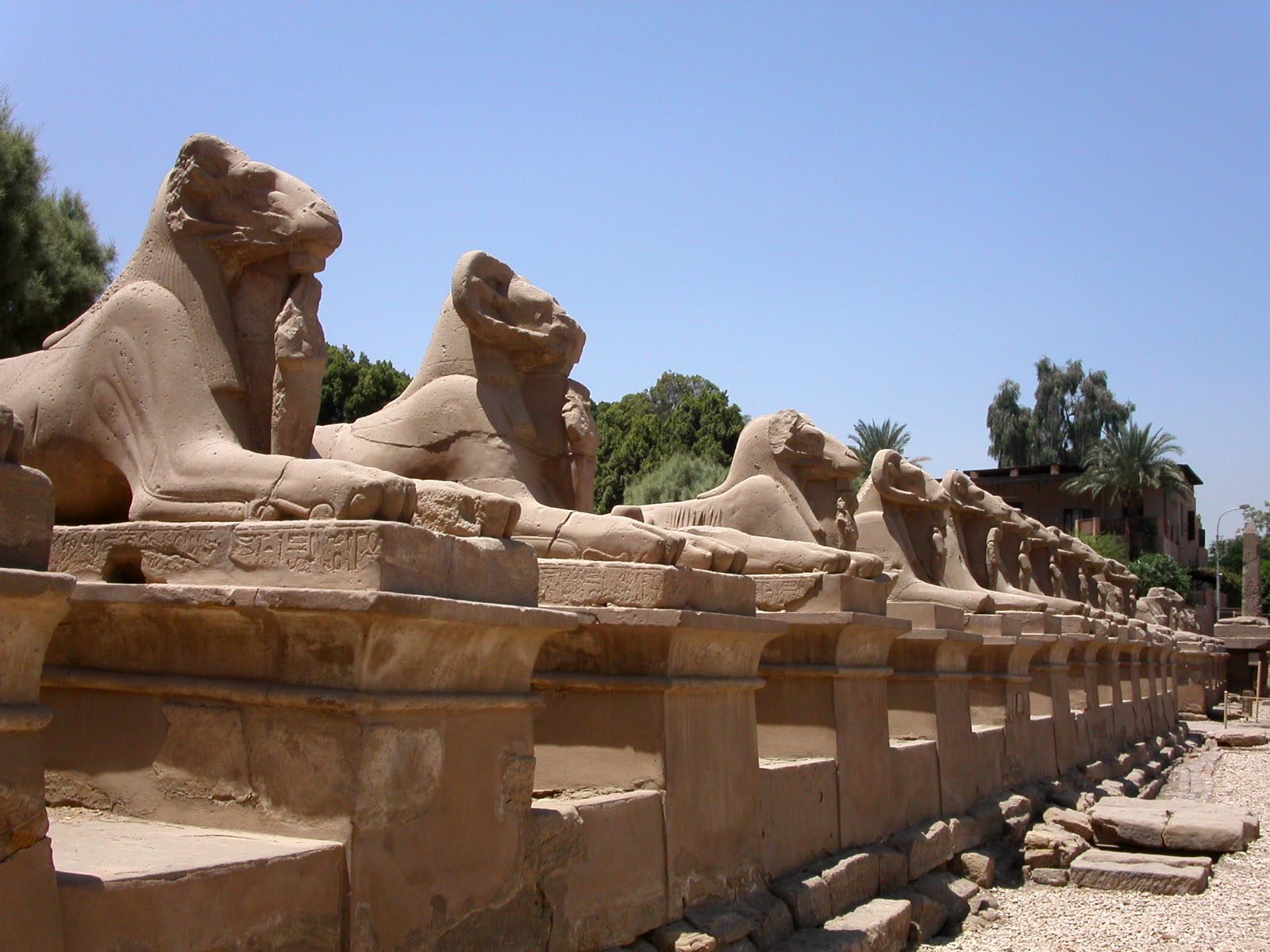
Ряд кріосфінксів перед храмом Луксор

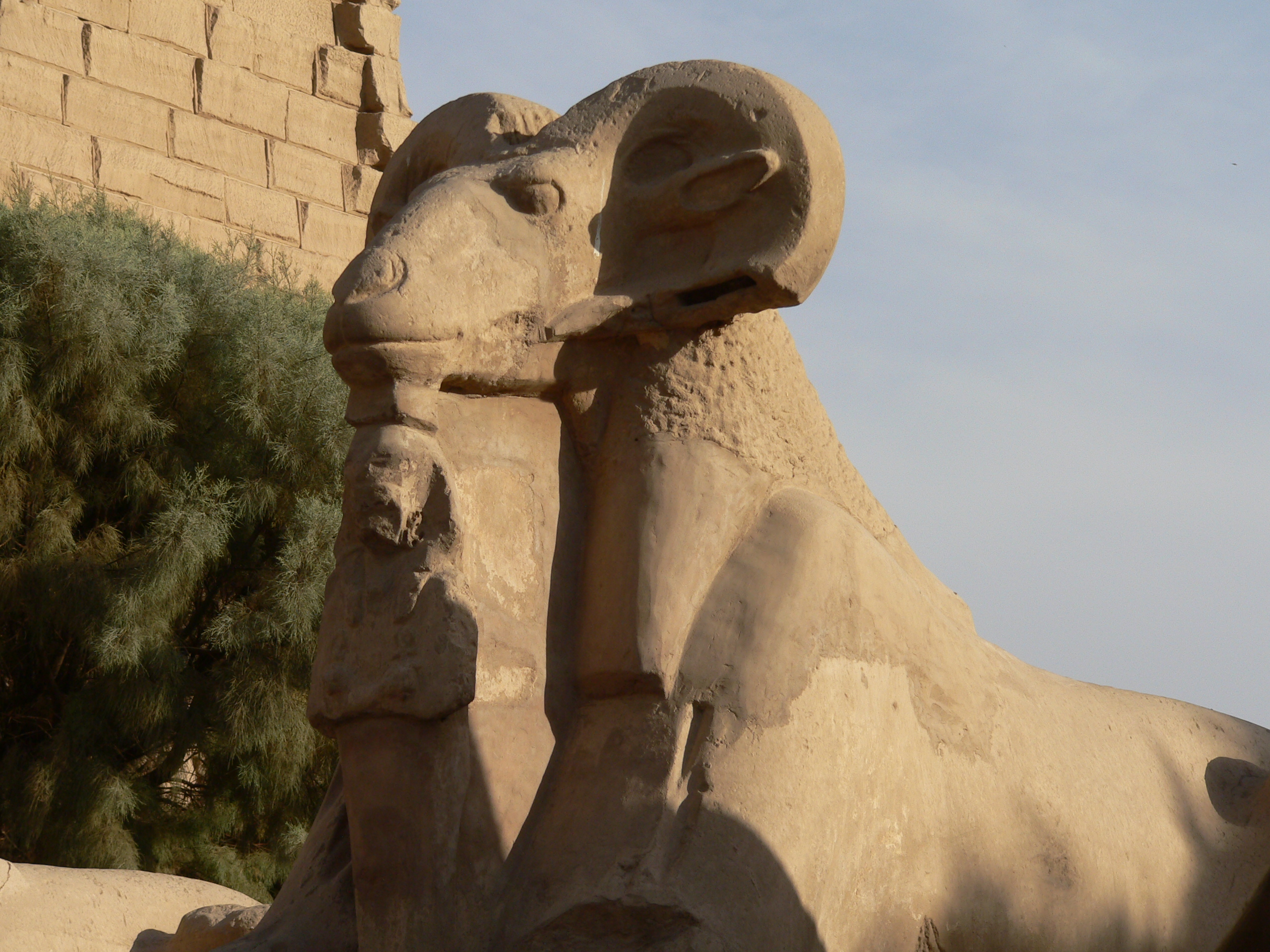
Один із сфінксів з головою барана біля входу у Великий Амонівський храм

Кріосфінкс (від дав.-гр. κρῑός баран +  Σφίγξ «сфінкс») - різновид сфінксу, міфічної істоти з тілом лева і головою барану (що символізували бога Амона). За однією з версій, несли охорону у древніх некрополів, безмовно закликаючи до мовчання. Алеї кріосфінксів існували при  Карнакському храмі і в  Напаті.
Назва "Кріосфінкс" була придумана Геродотом після того, як він побачив єгипетських сфінксів з головою кози.